# Bruno Angeloni

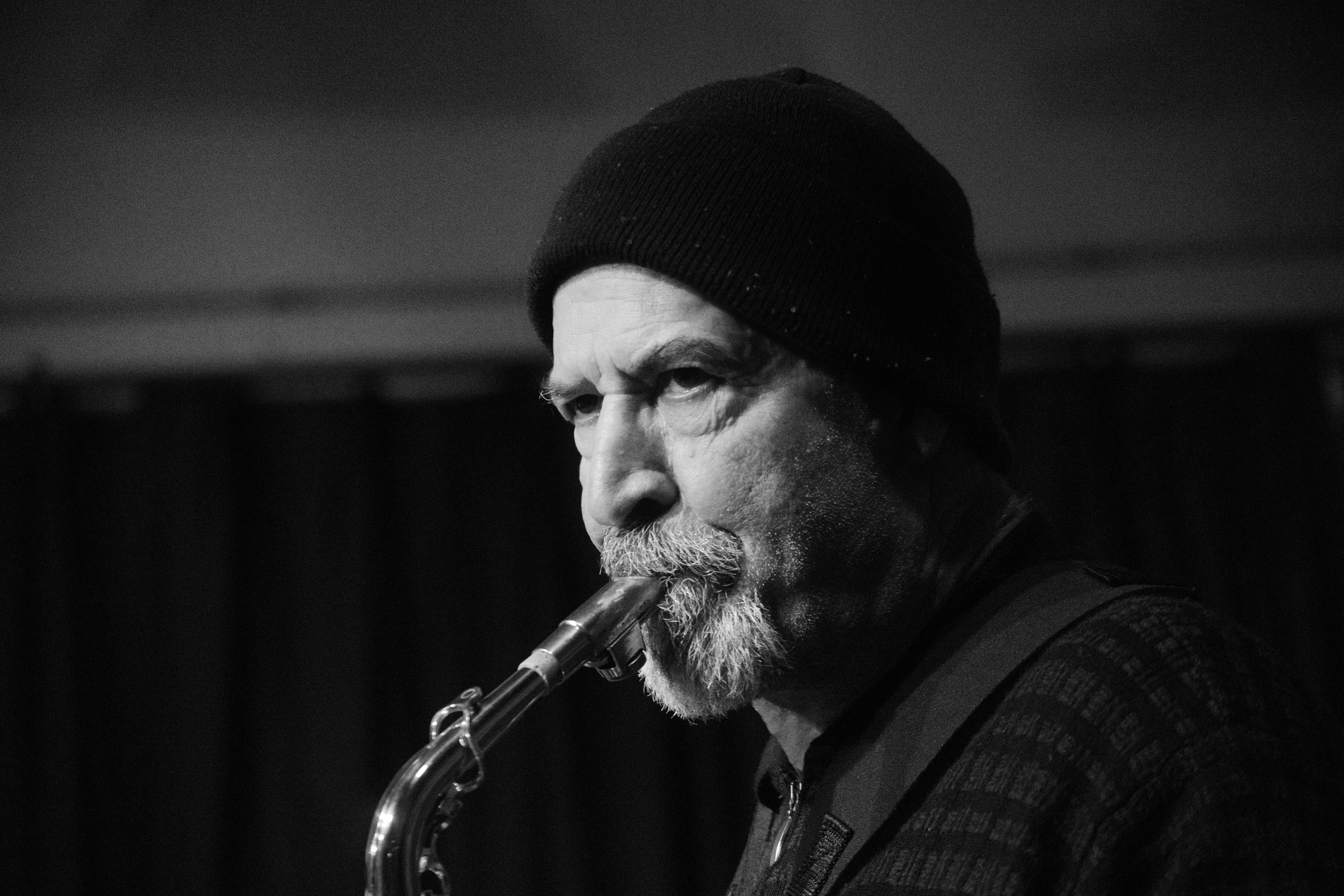
Bruno Angeloni mit Motusneu im Club W71, 2024

Bruno Angeloni (* 1955) ist ein italienischer Jazz- und Improvisationsmusiker (Alt-, Tenor- und Sopransaxophon, Komposition).

## Leben und Wirken
Nachdem Angeloni früh die Zwänge des Konzert- und Tourneebetriebs eines Jazzmusikers erfahren hatte, zog er es in den 1980er Jahren vor, auf Baustellen zu arbeiten, etwa im Iran, Südafrika und Russland.
Erst in dieser „Pause“ konnte er seinen eigenen Klang so schärfen und festigen, dass er die Musik wieder sein Leben bestimmen ließ. Nach einer Orientierungsphase in Rom zu Beginn der 2000er Jahre führten ihn Einladungen zum mexikanischen Encuentro de jazz in Monterrey. In Mexiko trat er mit Andrew Cyrille, Reggie Workman, Agustí Fernández und Carl Ludwig Hübsch auf. Mit dem Schlagzeuger Marco Ariano und dem Klarinettisten Marco Colonna bildete er das Trio ACA 3 +. Nachdem er zwei Jahre in Mexiko verbracht hatte, zog er 2012 nach Deutschland, wo er mit Tristan Honsinger, Michael Zerang und Klaus Kürvers konzertierte.
Seit 2017 spielt Angeloni, der nun in Leipzig lebte, regelmäßig mit dem Schlagzeuger Steffen Roth, mit dem er das Duoalbum Spirale (Jazzwerkstatt, 2019) einspielte, außerdem  das Album Ospedale (Boomslang Records, 2023) mit Roth und dem Bassisten Stephan Deller im Trio Motusneu, das 2025 mit dem Jutta-Hipp-Preis in der Kategorie Improvisation ausgezeichnet wurde.

## Rezeption
Angelonis Ausdrucksstrategien würden vom (…) Knurren seines Tenorsaxophons bis hin zum Erzeugen scharfer Sopransaxophonquietscher reichen, schrieb Ken Waxman (Jazz Word). Andererseits sei er auch in der Lage, eine gewisse Blues-artige Konzeption und Rhythmik einzubeziehen, mit Verweisen auf Big Jay McNeely wie auf Albert Ayler.

## Diskographische Hinweise
- Marcello Magliocchi / Bruno Angeloni: Trullo Improvisations (Setola di Maiale, 2010)
- Gianni Lenoci, Bruno Angeloni, Juan Castañon, Marcello Magliocchi: The Spell and the City (Setola di Maiale, 2010)
- Marcello Magliocchi, Bruno Angeloni, Matthias Boss with Nicola Guazzaloca, Luca Bernard: M.A.B. Trio (Setola di Maiale, 2011)
- Motusneu & Steve Swell: War der Clown gar nicht echt? (Boomslang 2025, mit Stephan Deller und Steffen Roth)[5]